# Chiesa dello Spirito Santo (Sant'Antimo)
La chiesa dello Spirito Santo è un luogo di culto cattolico di Sant'Antimo.

## Storia

### Confraternita dello Spirito Santo: origine e finalità
Le prime testimonianze della Confraternita dello Spirito Santo a Sant'Antimo risalgono alla seconda metà del Cinquecento (dal 1562). Fondata nel 1559 nella chiesa dell'Annunziata, con una propria cappella guidata dai frati della Congregazione del B. Pietro da Pisa, si trasferì poco dopo nella chiesa parrocchiale, ma i difficili rapporti con il rettore Cesare Fiorillo la costrinsero a tornare all'Annunziata nel 1563, con l'intenzione di costruire un proprio oratorio.
Questi si oppose fermamente, arrivando a proibire ai frati di dare la comunione ai confratelli. I motivi del contrasto sembrano legati al fatto che Fiorillo non tollerava le "functiones quasdam" svolte dai confratelli e dal loro cappellano nella chiesa parrocchiale, forse non solo rituali ma riguardanti anche le attività sociali e amministrative della Confraternita. La sua reazione e gli interdetti comminati al trasferimento all'Annunziata rimangono inspiegati.
I provvedimenti ottenuti dalla Confraternita nel 1578 con l'intervento di Papa Gregorio XIII rivelano una contestazione radicale della sua esistenza e personalità giuridica, e quindi della sua capacità di agire. Il rettore di Sant'Antimo riteneva la Confraternita e il suo Oratorio subordinate alla parrocchia sia per le attività religiose che gestionali dei beni. Il provvedimento pontificio evidenzia un uso improprio e illegittimo dei beni della Confraternita, destinati a doti e benefici ecclesiastici perpetui e oggetto di pretese di esazioni. La difesa dell'autonomia e la resistenza alle prevaricazioni avevano portato a pesanti sanzioni canoniche contro i confratelli.
In questo contesto, i confratelli decisero di appellarsi direttamente al Papa, chiedendo l'approvazione pontificia dell'istituzione del Sodalizio. Gregorio XIII, con un provvedimento del 1° ottobre 1578, riconobbe la fondatezza delle loro ragioni, dichiarando la chiesa della Confraternita canonicamente istituita con il consenso del Vicario vescovile di Aversa e la Confraternita ritualmente e canonicamente costituita, sanando eventuali deficienze nella sua fondazione.
Il Papa stabilì la piena autonomia della Confraternita nella gestione del proprio patrimonio (rendite di immobili, mobili, elemosine, donazioni, offerte), affidandola unicamente ai maestri e confratelli, con la sanzione di nullità per usi impropri. Venivano riconosciute le erogazioni per i sacerdoti, le iniziative sociali e la manutenzione della chiesa. Proibì la costituzione di benefici ecclesiastici sui beni della Confraternita e la loro destinazione a doti di altri benefici o luoghi pii, pena l'invalidità degli atti. La Confraternita poteva eleggere liberamente i propri cappellani, con l'approvazione dell'ordinario diocesano sulla loro idoneità. Gregorio XIII assolse i confratelli dalle sanzioni canoniche pregresse e prescrisse un rendiconto annuale all'Ordinario, secondo il Concilio di Trento.
Proprio i principi del Concilio di Trento furono probabilmente l'origine dei dissidi, poiché il Concilio, con il Decretum de reformatione del 1562, sottopose le confraternite laicali alla giurisdizione degli ordinari diocesani, conferendo ai vescovi il potere di visitare ospedali, collegi e confraternite laicali e di controllare le elemosine dei luoghi pii, anche se gestiti da laici ed esenti. Il canone IX obbligava gli amministratori, laici ed ecclesiastici, di tali istituzioni a rendere conto annualmente all'ordinario, abolendo privilegi contrari. Questo significava attrarre nella sfera ecclesiastica la gestione di ingenti risorse e le attività socio-assistenziali.
Gregorio XIII, pur prescrivendo il rendiconto annuale, chiarì il regime dei beni della Confraternita, escludendo abusi e riconoscendo la competenza gestionale esclusiva dei Governatori. Le prescrizioni conciliari generarono numerose controversie tra confraternite e autorità religiose e conflitti con le normative statuali. Il rev. Cesare Fiorillo non era un caso isolato nelle sue pretese di controllo, inserendosi in un contesto corrotto dal nepotismo e dal mercato dei benefici ecclesiastici, forse agendo anche per conto della Curia aversana e del suo presule, mons. Balduino de Baldunis, accusato di nepotismo.
Dalle risposte di Salvatore Puca nel 1597 si apprende che la Confraternita si governava secondo regole consuetudinarie. Ogni anno, nell'ottava di Pentecoste, l'assemblea nominava cinque Maestri, responsabili della gestione per un anno e tenuti al rendiconto. L'adesione era decisa dai Maestri, seguita da un periodo di noviziato con obblighi religiosi, sociali e assistenziali. L'iscrizione era riservata agli uomini. Lo scopo del Sodalizio era duplice: pratiche religiose e impegno sociale verso i confratelli e i poveri, supplendo all'assenza di intervento statale.
Un importante campo di intervento era l'assistenza agli ammalati. Nel 1581 fu acquistata una casa per un ospedale, scopo originario del Sodalizio, come confermato in un atto del 1644. L'assistenza sanitaria ebbe fasi alterne, con una ripresa nel 1644 con l'istituzione di una farmacia gestita da Francesco Ruta. Parallelamente, nel 1605 fu fondato un "monte di Pietà" per i poveri, finanziato nel 1616 da frate Orazio Garofalo, con la condizione di autonomia dall'ordinario diocesano, garantita dal privilegio regio. Anche il duca Francesco Revertera affidò alla Confraternita la gestione di interventi assistenziali, destinando rendite per vestiario ai poveri e per doti nuziali a ragazze oneste e povere, con precise modalità di assegnazione tramite sorteggio pubblico, escludendo interferenze ecclesiastiche.
La Confraternita è menzionata negli atti fino al 1597. Dopo tale data, non si ha più notizia della "Confraternita" come ente giuridico autonomo. La "Chiesa dello Spirito Santo" compare come soggetto giuridico, rappresentata da amministratori eletti annualmente dall'Università di Sant'Antimo, che acquisì il giuspatronato della chiesa. Un documento del 1778 afferma che la chiesa era amministrata "ab immemorabili" da governatori eletti dall'Università, sebbene la documentazione precedente non lo suffraghi pienamente. L'affermazione del Comune era tesa a difendere il proprio diritto esclusivo di nomina degli amministratori contro le ingerenze del Tribunale Misto. Tuttavia, un esposto degli Eletti dell'Università afferma che già dal 1604 l'Università eleggeva cinque persone per l'amministrazione della chiesa, affermazione più coerente con le coeve risultanze documentali.
Non sono pervenuti gli atti del trasferimento di titolarità dalla Confraternita all'Università tra la fine del Cinquecento e l'inizio del Seicento. Potrebbe essere avvenuto per disposizione dei confratelli, nominando erede universale il Comune in linea con la laicità del Sodalizio, o per successione ope legis in caso di scioglimento senza disposizioni specifiche, come previsto dalle normative del Regno. Il giuspatronato comunale rientrava nella categoria dello "Ius-patronatus potentium Patronum", tipico di università, baroni e famiglie potenti in cui si temevano usurpazioni da parte dell'Ordinario.

### L'amministrazione della chiesa dello Spirito Santo
Dopo la Confraternita dello Spirito Santo, l'Università di Sant'Antimo eleggeva in assemblea pubblica (parlamento) amministratori della chiesa, sia laici che ecclesiastici, chiamati "maestri", "economi", "deputati" o "governatori", con un "Sacrestano Maggiore" o "magister in capite" come capo. Un verbale del 1611 descrive l'elezione di cinque cittadini incaricati di dirigere e governare la chiesa, redigere inventari e tenere la contabilità per il rendiconto annuale.
Il collegio dei Governatori era composto da cinque persone (tre ecclesiastici e due laici, con un capo). Nel '700 sorsero dispute sulla composizione, con il Governatore di Sant'Antimo che nel 1742 affermò una precedente composizione di tre laici, senza prove. Il Tribunale Misto, investito della questione, ritenne che la composizione non inficiasse la natura laicale della chiesa e prescrisse elezioni con il Regio Governatore per garantire la libertà di voto contro ingerenze feudali.
Il parlamento per l'elezione si teneva inizialmente nella chiesa (1611), poi nello spazio antistante per garantire libertà di scelta. Questo luogo divenne cruciale per la validità delle elezioni. Nel 1742, tensioni tra gli Eletti dell'Università e il Governatore locale sull'elezione portarono il Tribunale Misto a stabilire che le elezioni future dovessero avvenire nel luogo consueto davanti alla chiesa. Questa disposizione durò fino all'istituzione dei Consigli comunali.
Le normative del Regno vietavano la nomina ad amministratore di chi era debitore, parente entro il terzo grado di precedenti governatori o non aveva ricevuto la "lettera liberatoria" dopo l'esame dei conti. Il Tribunale Misto lo ribadì nel 1743. Alla scadenza del mandato, i maestri presentavano il rendiconto ai "razionali" (revisori) nominati dal parlamento. In caso di esito positivo, ricevevano la lettera liberatoria; in caso contrario, erano responsabili personalmente e tenuti a regolarizzare i conti. Anche i revisori dovevano rispettare i criteri di eleggibilità degli amministratori.
I canoni tridentini prevedevano la rendicontazione all'ordinario diocesano, ma ciò suscitò resistenze nel Regno di Napoli, che difendeva la giurisdizione statale sui luoghi pii laicali. La Prammatica del 1742 ribadì che il Regno non aveva recepito i capitoli tridentini che sottoponevano i luoghi pii laicali all'autorità ecclesiastica per i beni temporali, confermando la giurisdizione regia.
Episodi di conflitto sulla giurisdizione potevano portare a situazioni paradossali, come il caso di Lorenzo Paracollo, scomunicato nel 1643 dalla Curia aversana per aver acquistato una casa dalla chiesa senza assenso apostolico, nonostante l'acquisto fosse regolare e il prezzo pagato. Il processo civile si concluse con il riconoscimento della validità della vendita da parte del sacerdote che aveva promosso l'azione. Non si conosce l'esito della vertenza ecclesiastica, ma la successiva morte in comunione ecclesiale di Paracollo suggerisce una risoluzione. Spesso gli atti di transazione includevano la clausola dell'assenso apostolico, ma molte volte mancava, senza conseguenze per i contraenti.
Oltre all'amministrazione ordinaria, i governatori gestivano eventi eccezionali come il rifugio di criminali nelle chiese. Nel 1782, il rettore si lamentò del ricovero di fuggiaschi nella chiesa dello Spirito Santo, che disturbavano le funzioni e mettevano a rischio gli arredi. Il caso di Gaetano Cuomo, che aveva commesso violenze e trasformato la chiesa in un luogo di scandalo, richiese l'intervento del Vescovo di Aversa per il suo trasferimento e la minaccia di perdita dell'immunità ecclesiastica in caso di recidiva.

## Descrizione

### Storia dell'edificio
L'oratorio originario della Congregazione dello Spirito Santo corrispondeva all'attuale presbiterio e sagrestia. La costruzione della chiesa si sviluppò grazie a concessioni di giuspatronato a famiglie borghesi e donazioni. Nel 1573 era ancora incompleta, come testimonia un lascito testamentario vincolato alla sua costruzione. Nel 1597, secondo la visita di Pietro Ursini, la chiesa era in gran parte completata, con diverse cappelle e altari "di fabbrica" e un campanile. Il tabernacolo dell'altare maggiore fu finanziato dai cittadini nel 1608.
All'inizio del Seicento furono completate le cappelle del lato sinistro, grazie a un prestito gratuito di Delia Cavaselice nel 1622, poi donato con l'obbligo di celebrare messe. Anche il lato destro fu completato nello stesso periodo, come ricordato nel rinnovo della cappella Verrone nel 1619. L'altare di S. Maria di Loreto fu spostato nella posizione attuale dell'ingresso della sacrestia su ordine di Mons. Ursini.
Agli inizi del Settecento, la chiesa assunse l'aspetto attuale con rifacimenti nell'abside e nella cappella a sinistra dell'altare maggiore, interventi resi necessari dai terremoti precedenti (1688, 1694, 1702, 1706). Il progetto e la direzione dei lavori furono dell'architetto Antonino Notarnicola, eseguiti da Vincenzo Pomaro dal 1720. I lavori inclusero il rafforzamento delle fondamenta, l'ampliamento del coro con nuovi pilastri, la creazione di sottoarchi, la copertura del nuovo coro e la realizzazione di una nuova cappella simmetrica a quella del Crocifisso. Le rifiniture in stucco furono eseguite da Giuseppe Farinaro e i suoi figli dal 1721, uniformando l'interno con uno stile sobrio ed elegante.
A seguito del sisma del 1980, la chiesa subì gravi danni e rimase inagibile fino al 2009, a causa della difficoltà di reperire fondi e delle lungaggini burocratiche, che favorirono il degrado e la spoliazione. Successivi interventi hanno riguardato il consolidamento strutturale, il restauro di elementi architettonici e decorativi, del portale, del portone, del pavimento, del sagrato, degli altari e degli affreschi.

### Esterno
La Chiesa si affaccia sull’omonima piazza, situata nel punto in cui convergono via Libertà, via Lava e via S. Russo.
La facciata, risalente al Seicento, è articolata su due ordini sovrapposti, separati da una cornice che segue il profilo delle decorazioni e poggia su uno zoccolo in piperno.
Nel primo ordine spicca il portale, anch’esso in piperno, incorniciato con ricchezza di dettagli scultorei secondo i canoni stilistici secenteschi. È affiancato da due mezze paraste ioniche e sormontato da un timpano spezzato e sinuoso, al centro del quale si apre un’edicola. Recenti restauri hanno riportato alla luce, all’interno di quest’ultima, un affresco raffigurante la Pentecoste. La composizione della facciata è arricchita da sei lesene (tre per lato) e da due oculi che corrispondono alle navate laterali della Chiesa.
Il secondo ordine presenta al centro un grande finestrone, sormontato da un timpano curvilineo spezzato che racchiude un cartiglio, e da una finestra circolare posta più in alto, entrambe destinate a illuminare la navata centrale. Lo spazio è scandito da quattro lesene con capitelli corinzi, mentre alle estremità compaiono motivi decorativi a girali. Il coronamento della facciata è affidato a una cuspide triangolare, sulla cui sommità si trova un gruppo in stucco raffigurante il simbolo della Chiesa: una colomba sorretta da tre serafini, da cui si diramano fasci di luce.
Elementi decorativi a forma di pigna (simbolo di rinascita e resurrezione) sono posti sul timpano del portale e sui vertici superiori dei due ordini della facciata.
Nel cartiglio che sovrasta l’edicola centrale è incisa la data del 1723, a testimonianza dei lavori in stucco eseguiti in quell’anno. La facciata subì interventi di restauro in seguito al terremoto del 1930, che causò danni a diverse parti della Chiesa. L’atrio, un tempo chiuso da una cancellata installata nel 1931, fu successivamente liberato durante i lavori di sistemazione e rifacimento della piazza.
Sul lato nord, all’inizio di via Lava, venne collocata nel marzo del 1929 l’edicola del Crocifisso, in un piccolo giardino di proprietà comunale. In precedenza, l’edicola si trovava all’angolo del palazzo municipale di Piazza della Repubblica, all’epoca appartenente alla Congregazione del SS.mo e Purgatorio.
Il trasferimento avvenne in forma processionale, con grande partecipazione dei fedeli. Una lapide, posta il 16 gennaio 1977 ai piedi dell’edicola, ne ricorda la risistemazione a cura del reverendo don Gabriele Verde e della comunità.

### Interno
La Chiesa presenta una pianta a croce latina, con tre navate affiancate da cappelle laterali e un ampio transetto.
La navata centrale è scandita da una sequenza di pilastri sormontati da archi a tutto sesto. Questi elementi architettonici, insieme alla pilastratura del transetto e delle sezioni che collegano l’aula all’abside, furono decorati tra la fine del Settecento e l’inizio dell’Ottocento con motivi in finto marmo, studiati per richiamare i colori e i decori marmorei degli altari.
Nel punto d’incrocio tra la navata principale e il transetto si eleva la cupola, di forma circolare, che riceve luce e verticalità da una lanterna posta al suo vertice. La cupola poggia su un alto tamburo, sulle cui quattro vele di base sono raffigurati i quattro Evangelisti, ognuno accompagnato dai propri simboli secondo la tradizionale iconografia cristiana.
Al di sotto dell’arco orientale che sostiene la cupola si trova l’altare maggiore, realizzato in marmi pregiati, con inserti di lapislazzuli, altre pietre dure e decorazioni in rame dorato. In seguito al furto e agli atti vandalici del 4 dicembre 1989, l’altare fu gravemente danneggiato, ridotto quasi al solo scheletro murario. Tuttavia, grazie al recupero di gran parte dei suoi elementi originali, è stato possibile restaurarlo restituendogli quasi completamente l’aspetto originario. Parzialmente ricostruita è anche la balaustra che delimita il presbiterio.